# Emilio Lemos
Emilio Lemos Ortega (Constantina, 1902 - 15 de enero de 1991) fue un político español, uno de los impulsores del andalucismo político.

## Biografía
Vinculado desde joven a los movimientos en favor de la lucha contra las causas que provocaban las desigualdades entre los andaluces, participó activamente en las organizaciones de izquierda desde la dictadura de Primo de Rivera. La figura de Blas Infante y sus tesis fisiócratas le atrajeron desde el primer momento, uniéndose a los Centros Andaluces y, ya durante la Segunda República, a la Junta Liberalista de Andalucía donde fue miembro de la dirección. Fue detenido y encarcelado tras la Guerra Civil, aunque después mantuvo junto a algunos de los supervivientes andalucistas de la represión, como Manuel Tirado y Juan Álvarez-Ossorio, cierta actividad clandestina contra la dictadura franquista. No obstante, también estuvo presente en los medios de comunicación españoles tratando, sobre todo, los aspectos más económicos que políticos de los fisiócratas. En ello volcó buena parte de su trabajo, como la International Union for land value taxation and free trade, con sede en Londres, de la que fue vicepresidente. Toleradas de nuevo las Juntas Liberalistas al inicio de la década de 1970, se aprestó a refundarlas con sede en Córdoba. Durante el inicio de la Transición democrática, pasó el testigo de las mismas al Partido Socialista de Andalucía. En 1991 y a título póstumo, fue nombrado Hijo Predilecto de Andalucía.

## Libros publicados
(Extraído del Repertorio bibliográfico sobre el andalucismo histórico)
- Lemos Ortega, E., Artículos.El camino hacia la libertad, Sevilla, Fundación Blas Infante, 1986. ISBN: 398-6221-0
- Lemos Ortega, E., Cartas de un ciudadano a la conciencia de los intelectuales, Sevilla, Gráficas del Sur, 1971.
- —, Ruíz Lagos, M. y SANTOS LÓPEZ, J.Mª., Documentos: Juntas Liberalistas, en Andalucía Libre, (dossier 24) mayo de 1980.
- —, Ruíz, M. y, Santos J. Mª. de los, La Junta Liberalista de Andalucía, en Andalucía Libre, (24), mayo de 1980.
- —, Ruíz Lagos, M. y Santos López, J. Mª. de los, Andalucistas al margen de los clásicos, en Andalucía Libre (35), abril de 1981.
- —, Álvarez Ossorio y Barrau, J., Ruíz Lagos, M. y Santos López, J.Mª. de los, La conciencia autonómica de los andaluces. Aproximación sociológica, Sevilla, Andalucía Libre, 1982.
- —, Estos son el escudo y el himno de Andalucía, en El Correo de Andalucía, 15 de marzo de 1977.